# São José do Vale do Rio Preto
São José do Vale do Rio Preto è un comune del Brasile nello Stato di Rio de Janeiro, parte della mesoregione Metropolitana di Rio de Janeiro e della microregione di Serrana.